# پل لیتچی
پل لیتچی (انگلیسی: Paul Litschi؛ زادهٔ ۲ ژانویهٔ ۱۹۰۴) دوچرخه‌سوار اهل سوئیس است.